# Dicranella oshimae
Dicranella oshimae là một loài rêu trong họ Dicranaceae. Loài này được Broth. ex Dixon mô tả khoa học đầu tiên năm 1933.